# ゆめみるいちご
「ゆめみるいちご」は、日本の女性歌手グループ、Pinkishのファーストシングル。

## 解説
- タイトル曲「ゆめみるいちご」はPinkish初のオリジナルの童謡[2]。いちごはPinkishのふる里加須市の名産品である。歌詞はPinkishが作成した。
- カップリング曲「かもめの水兵さん」「たなばたさま」の原曲は童謡であるが、本シングルでは「かもめの水兵さん」にラップが挿入されるなど、ダンサブルにマッシュアップされている。
- 本シングルの「たなばたさま」は、アルバム『PS.童謡のふる里から』収録「たなばたさま」と補詩の内容と曲調が異なる。本シングルではポップス調、前記アルバムではロック調となっている。
- 帯に書いてあるキャッチコピーは、「童謡のふる里、埼玉県大利根町から只今到着! 初のオリジナル曲"ゆめみるいちご"を含む待望のマキシシングル。夢を見るみんな、この指と・ま・れ!」[3]

## 収録曲
1. ゆめみるいちご
  - 作詞：Pinkish / 作曲：勝山俊一郎 / 編曲：Shun
2. かもめの水兵さん
  - 作詞：武内俊子、安藤貴子(Pinkish OG、補詩) / 作曲：河村光陽 / 編曲：朝井泰生
3. たなばたさま
  - 作詞：権藤はなよ、林 柳波、安藤貴子(補詩) / 作曲：下總皖一 / 編曲：小西貴雄
4. ゆめみるいちご (instrumental)

## クレジット
- Mixing & Recording Engineer : Go Katsuura
- Recording Studio : Pro-Studio
- Mastering Studio : Dog-Studio
- Mastering Engineer : Hirokazu Inuyama (Dog-Studio)
- Director : Go Katsuura
- Assistant Director : Takako Ando (ZERO-9), Shigeo Nakajima (ZERO-9)
- Promoter : Tomoyuki Kawayama (ZERO-9), Masakazu Morita (ZERO-9)
- Sales Promotion : Mitsuhiro Hayashi (ZERO-9), Atsunori Ishii (ZERO-9), Hiroyuki Kimura (ZERO-9)
- Artist Management : Shigeru Kawada (ZERO-9), Satoru Ohtake (ZERO-9)
- Art Direction & Design : Junichi Nakayama[4]
- Photographer : Yuji Tsunokami
- Styling : Pinkish
- Hair & Make-up : Mikako Yano (Pink)
- Executive Producer : Shigeki Ishikawa (ZERO-9)
- Special Thanks : 埼玉県庁, 大利根町役場, 大利根商工会, 加須市商工会, 下總皖一資料館, フランス菓子ボージュ, 平井里奈, Shinji Kondoh (Victor Creativemedia), Hironori Sugiyama (Pink), Masumi Fukuoka (Ichikudo Printing Co.,Ltd.), Pinkishi's Family & Friends, and いつも応援してくれるみんな